# Sku’ du spørge fra nogen
Skabelon:Kursvieret titel
Sku’ du spørge fra nogen? er en børneudsendelse der blev vist i børnetime på DR i 1994. Programmet handler om værten Oliver Zahle og hans hund Sille der holder til på et Fyrskib i Nyhavn i København. Under udsendelsen kommer der forskelige indslag hvor børn svare på spørgsmål og fortæller om hvad de laver. Derudover bliver der også vist indslag, hvordan man laver forskelige ting, så som ure eller bolde. 
Til sidst i udsendelsen afslutter værten med at synge og spille på trommer.
Programmet modtog den tyske pris Prix de Jeunesse i 1994.